# Atletismo nos Jogos Pan-Americanos de 1991 - 100 m feminino
As provas dos 100 m feminino nos Jogos Pan-Americanos de 1991 foram realizadas em 4 e 5 de agosto em Havana, Cuba.

## Medalhistas
| Ouro                   | Prata                             | Bronze                       |
| Liliana Allen CUB Cuba | Chryste Gaines USA Estados Unidos | Beverly McDonald JAM Jamaica |

## Resultados

### Eliminatórias
| Posição | Eliminatória | Nome                | Nacionalidade | Tempo | Notas |
| ------- | ------------ | ------------------- | ------------- | ----- | ----- |
| 1       | ?            | Liliana Allen       | CUB Cuba      | 11.33 | Q     |
| ?       | ?            | Claudete Alves Pina | BRA Brasil    | 11.72 | Q     |

### Final
Vento: +0.4 m/s
| Posição           | Nome                | Nacionalidade      | Tempo | Notas |
| ----------------- | ------------------- | ------------------ | ----- | ----- |
| Medalha de ouro   | Liliana Allen       | CUB Cuba           | 11.39 |       |
| Medalha de prata  | Chryste Gaines      | USA Estados Unidos | 11.46 |       |
| Medalha de bronze | Beverly McDonald    | JAM Jamaica        | 11.52 |       |
| 4                 | Dahlia Duhaney      | JAM Jamaica        | 11.62 |       |
| 5                 | Anita Howard        | USA Estados Unidos | 11.70 |       |
| 6                 | Stacey Bowen        | CAN Canadá         | 11.82 |       |
| 7                 | Claudete Alves Pina | BRA Brasil         | 11.87 |       |
| 8                 | Idalmis Bonne       | CUB Cuba           | 11.88 |       |